# Иероним (Горгиас)
Митрополит Иероним (греч. Μητροπολίτης Ιερώνυμος; в миру Иоаннис Горгиас греч. Ιωάννης Γοργίας; 7 [19] января 1837, Хиос — 29 марта [11 апреля] 1910, Фанар, Стамбул) — архиерей Константинопольской православной церкви, митрополит Никейский (1890—1897 и 1902—1910).

## Биография
Родился 7 января 1837 года на Хиосе. В 1845 году переехал в Артаки к своему дяде митрополиту Лампсакскому Никандру.
При поддержке митрополита Кизического Иоакима (Коккодиса) поступил в Коммерческое училище на строве Халки, которое окончил в 1858 году.
2 марта 1853 года патриархом Константинопольским Иоакимом II был хиротонисан во диакона. В 1863 году, после отречения патриарха Иоакима II от престола, последовал за ним в Артаки.
В 1873 году с возвращением патриарха Иоакима II на Константинопольский престол, был поствлен на должность заместителя патриаршего диакона, а в 1875 году возведён в чин Великого архидиакона.
23 июля 1877 года решением Священного синода Константинопольского патриархата был избран (8 голосами из 9) митрополитом Маронийским (1 голос получил епископ Лаодикийский Парфений (Продромидис); третьим кандидатом был епископ Элленуполиса Константин).
24 июля 1877 года в Константинополе митрополитом Гревенским Кириллом (Эпириотисом) был хиротонисан во пресвитера.
27 июля 1877 года в патриаршем соборе Святого Георгия на Фонаре состоялась его архиерейская хиротония. Хиротонию совершили: патриарх Константинопольский Иоаким II, митрополит Эфесский Агафангел (Схолариос), митрополит Кизикский Никодим (Константинидис), митрополит Тырновский Григорий (Немцов), митрополит Анкирский Хрисанф Кесариец, митрополит Гревенский Кирилл (Эпириотис), митрополит Сисанийский Амвросий (Константинидис) и митрополит Халдийский Гервасий (Сумелидис).
5 августа 1885 года он был избран (5 голосами из 9) митрополитом Никопольский и Превезский (другими кандидатами были митрополит Корчинский Дорофей (Христидис) — 3 голоса; и митрополит Ксанфийский Филофей (Константинидис) — 1 голос).
11 января 1890 года единогласно был избран митрополитом Никейский (другими кандидатами были: митрополит Верийский Прокопий Касандрийский и митрополит Дидимотихский Мефодий (Аронис)).
13 мая 1897 года был избран митрополитом Ираклийским (другими кандидатами были: митрополит Амасийский Анфим (Алексудис) и митрополит Верийский Константий (Исаакидис)).
22 мая 1902 года церковным актом (без избрания) был восстановлен управляющим Никейской митрополией.
Скончался от осложнений от острого отита 29 марта 1910 года, будучи членом Синода в Константинополе.